# 이스타나 왕궁

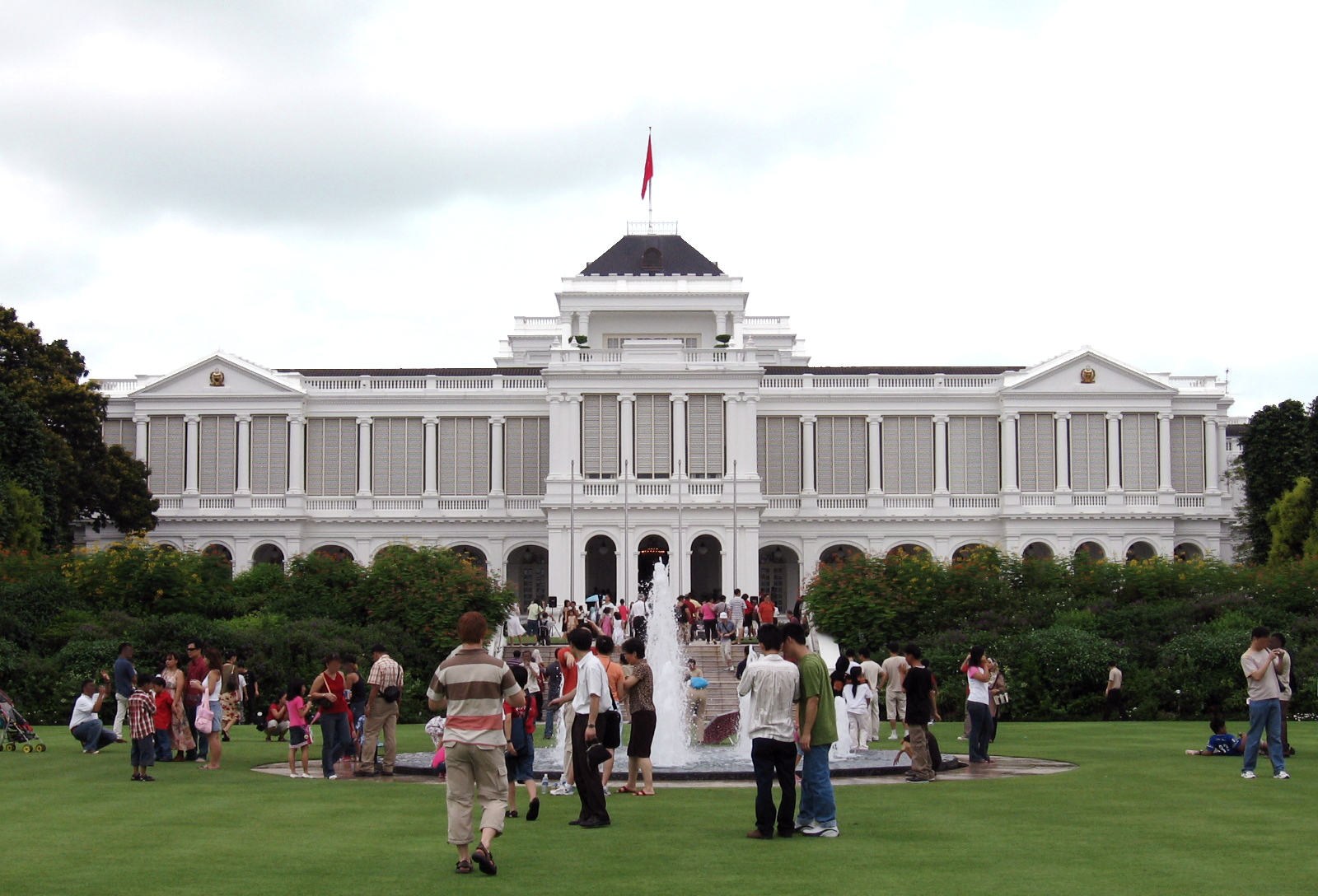
이스타나 왕궁

이스타나 왕궁(중국어: 总统府, 총통궁)은 싱가포르의 대통령궁이다. 이스타나(Istana)는 말레이어로 "궁전"을 뜻하는 단어이며 국빈을 맞이하고 집무를 하는 공간으로 쓰인다. 싱가포르의 대표적인 중심가인 오차드 거리의 넓은 광장변에 위치하고 있다.
전체 면적은 0.4 km2로서 한때는 육두구라는 열대 과일을 재배하던 플랜테이션 농업용지였다. 1867년 영국 식민 정부가 토지를 사들이면서 공식 청사를 짓기 위해 만들었다. 1959년까지 공사를 계속하였고 그 해 싱가포르는 독립을 선언한다.

## 역사

### 영국의 식민지 통치 시기
이스타나 왕궁의 건설은 1867년부터 1869년까지 이뤄졌으며 해리 세인트 조지 오르드 경의 지시하에 이뤄졌다. 전에는 정부 청사(Government House)라고 불리기도 하였다. 당시 인근에는 싱가포르에 파견된 영국의 주요 인사의 사택이 모여 있었다고 한다.
오르드 경은 싱가포르의 초대 식민 총독이었다. 그는 계속하여 청사를 임대하고 이전하는 데 싫증을 느꼈고 이에 청사를 지으려고 하였다. 초기 청사는 낡은 목재 건물이었고 해체되어 지금은 찾아보기 힘들다. 그러나 그의 계획은 많은 반대에 부딪혔다. 우선 비용이 너무나 과도하였다. 그러나 오르드 경은 입지를 분명히 하는 한편 땅을 사들려 1867년 착수에 들어가고 건설 계획을 3월 완성하였다.

### 2차 세계 대전
1942년 일본군의 침략으로 치밀한 포격을 맞은 궁은 상당수가 파괴되었고 폐허로 변하였다. 당시 싱가포르 지사였던 쉔톤 토마스 경과 데이지 토마스 부인은 끝까지 궁에 머물다 일본군의 직접 포격으로 대피하였다. 직전에 그들은 건물 꼭대기의 영국 국기를 챙겨 일본군의 침략을 피하였다. 이에 일본의 싱가포르 점령이 사실화되었으며 이스타나 궁은 일본 국방관리직의 차지가 되었다.

### 전후
1959년 싱가포르가 독립하게 되자 자연스레 이스타나 왕궁은 싱가포르의 품으로 돌아왔다. 이때가 돼서야 정부청사라는 이름에서 the Istana라는 이름으로 명명되게 되었다. 초대 원수로 선출된 유소프 이샤크가 새로운 주인이 되었다.
1996년부터 3년간 공간 확장과 현대식으로의 보수공사를 단행하였다. 현재 6개의 특별실이 있으며 연중 행사와 의식 거행에 사용된다. 대통령 집무실과 기타 업무관도 이곳에 사무실을 두고 있다.

### 현재
1869년 이후로 이스타나는 21명의 집무관(1869-1958)을 거쳤다. 1942년에서 1945년까지 일본군의 행적을 빼면 두 번의 양 디 페르투안 아공(Yang di-Pertuan Negara : 1959-1965)과 6번의 대통령이 거쳤다.
현재 싱가포르 대통령의 집무소로 쓰이고 있다고는 하지만 사실 현재에 와서는 명목상에 부과하다. 1959년 싱가포르의 독립 이후로 장관급 이상의 인물이 왕궁에서 머문 적은 거의 없었으며 국빈을 대접할 경우에도 왕궁을 직접 사용한 경우는 아주 드물다. 특별한 의식과 행사를 치를 경우를 제외하고서다. 일 년에 다섯 번 정도 일반에게 개방된다. 이스타나 왕궁 지역이 중심가에 있다고는 하나 왕궁의 특성 상 전면 개방을 하지는 않고 국경일과 노동절, 구정 때 등에만 개방한다. 총리의 집무실이 이스타나 왕궁 부속건물에 위치하고 있다.
매달 첫째주 일요일에는 호위관 교체식이 있으며 주요 볼거리로 손꼽힌다.

## 건축
이스타나 왕국의 건축 양식은 영국 군의 인도인 기술자에 의해 디자인 되었으며 18세기의 신팔라디오 풍을 따르고 있다. 열대 기후에 적응이 쉽도록 배려하고 있어 문과 창문을 넓게 하였고 지붕창을 연 한편, 베란다를 넓게 하고 있다. 2층의 건물 부속양식으로 이오니아식, 코린트식 양식을 적절하게 소화하고 있으며 1층에는 도리스식, 2층에는 이오니아식을 부각하고 있다.

## 같이 보기
- 싱가포르의 역사